# Championnat d'Europe féminin de handball 2004
Navigation
Danemark 2002 Suède 2006
La 6e édition du Championnat d'Europe féminin de handball s'est déroulée en Hongrie du 9 au 19 décembre 2004.

Quelques mois plus tôt, les Norvégiennes ont manqué le rendez-vous olympique et ont assisté devant leur TV, au troisième sacre olympique consécutif des Danoises. Ce sont pourtant Gro Hammerseng, élue MVP, et ses partenaires qui vont triompher du Danemark en finale, par 27 à 25,,,. Dix ans après son lancement, cette édition marque le début d'une invraisemblable série de 4 titres consécutifs pour la Norvège, dominatrice jusqu'en 2010. Les Hongroises portées à domicile par la meilleure buteuse dans l'histoire de la compétition, Bojana Radulovics et ses 72 buts, remportent la médaille de bronze au profit de la Russie (29-25).

## Podium final
|                           | Norvège                    |
|                           | Médaille d'or, Europe      |
| Danemark                  |                            |
| Médaille d'argent, Europe | Hongrie                    |
| Médaille d'argent, Europe | Médaille de bronze, Europe |

## Équipes participantes et groupes
| Nombre | Moyen de qualification    | Qualifié(s) |
| ------ | ------------------------- | --- |
| 1      | Organisateur              | Hongrie |
| 4      | Championnat d'Europe 2002 | Danemark, Norvège, France, Russie |
| 11     | Qualifications            | Allemagne, Autriche, Biélorussie, Croatie, Danemark, Espagne, Roumanie, Russie, Serbie-et-Monténégro, Slovénie, Suède, Rép. tchèque, Ukraine |

## Modalités
Les trois premiers de chaque groupe se qualifient pour le 2e tour. Les 12 équipes qualifiées sont divisées en 2 groupe de 6 dont les 2 premiers de chaque groupe disputent des demi-finales croisées. Les résultats du premier tour entre les équipes d'un même groupe sont comptabilisés dans le classement du 2e tour.

## Tour préliminaire

### Groupe A
|   | Équipe       | Pts | J | G | N | P | Bp | Bc | Diff |
| - | ------------ | --- | - | - | - | - | -- | -- | ---- |
| 1 | Norvège      | 6   | 3 | 3 | 0 | 0 | 83 | 71 | 12   |
| 2 | Ukraine      | 4   | 3 | 2 | 0 | 1 | 77 | 74 | 3    |
| 3 | Espagne      | 2   | 3 | 1 | 0 | 2 | 71 | 72 | -1   |
| 4 | Rép. tchèque | 0   | 3 | 0 | 0 | 3 | 60 | 74 | -14  |

- 9 décembre

Espagne - République Tchèque : 19-18
Norvège - Ukraine : 27-24
- 11 décembre

Norvège - Espagne : 26-25
Ukraine - République Tchèque : 25-20
- 12 décembre

Ukraine - Espagne : 28-27
Norvège - République Tchèque : 30-22

### Groupe B
|   | Équipe               | Pts | J | G | N | P | Bp | Bc  | Diff | Dép |
| - | -------------------- | --- | - | - | - | - | -- | --- | ---- | --- |
| 1 | Slovénie             | 4   | 3 | 2 | 0 | 1 | 96 | 86  | 10   | +1  |
| 2 | Russie               | 4   | 3 | 2 | 0 | 1 | 95 | 82  | 13   | -1  |
| 3 | Serbie-et-Monténégro | 2   | 3 | 1 | 0 | 2 | 89 | 105 | -16  | -   |
| 4 | Croatie              | 2   | 3 | 1 | 0 | 2 | 82 | 89  | -7   | -   |

- 9 décembre

Slovénie - Russie : 31-30
Serbie-et-Monténégro - Croatie : 34-30
- 11 décembre

Russie - Croatie : 26-22
Slovénie - Serbie-et-Monténégro : 36-26
- 12 décembre

Russie - Serbie-et-Monténégro : 39-29
Croatie - Slovénie : 30-29

### Groupe C
|   | Équipe    | Pts | J | G | N | P | Bp | Bc | Diff | Dép |
| - | --------- | --- | - | - | - | - | -- | -- | ---- | --- |
| 1 | Danemark  | 4   | 3 | 2 | 0 | 1 | 75 | 70 | 5    | +2  |
| 2 | Allemagne | 4   | 3 | 2 | 0 | 1 | 75 | 73 | 2    | +1  |
| 3 | Roumanie  | 4   | 3 | 2 | 0 | 1 | 75 | 68 | 7    | -1  |
| 4 | Suède     | 0   | 3 | 0 | 0 | 3 | 61 | 75 | -14  | -   |

- 9 décembre

Roumanie - Suède : 26-18
Danemark - Allemagne : 27-24
- 10 décembre

Allemagne - Roumanie : 26-24
Danemark - Suède : 24-21
- 12 décembre

Roumanie - Danemark : 25-24
Allemagne - Suède : 25-22

### Groupe D
|   | Équipe      | Pts | J | G | N | P | Bp | Bc | Diff |
| - | ----------- | --- | - | - | - | - | -- | -- | ---- |
| 1 | Hongrie     | 6   | 3 | 3 | 0 | 0 | 98 | 74 | 24   |
| 2 | Autriche    | 4   | 3 | 2 | 0 | 1 | 91 | 84 | 7    |
| 3 | France      | 2   | 3 | 1 | 0 | 2 | 81 | 95 | -14  |
| 4 | Biélorussie | 0   | 3 | 0 | 0 | 3 | 70 | 87 | -17  |

- 9 décembre

Hongrie - Biélorussie : 32-22
Autriche - France : 36-29
- 10 décembre

Hongrie - Autriche : 34-29
France - Biélorussie : 29-27
- 12 décembre

Hongrie - France : 32-23
Autriche - Biélorussie : 26-21

## Tour principal

### Groupe I
|   | Équipe               | Pts | J | G | N | P | Bp  | Bc  | Diff | Dép |
| - | -------------------- | --- | - | - | - | - | --- | --- | ---- | --- |
| 1 | Norvège              | 10  | 5 | 5 | 0 | 0 | 158 | 115 | 43   | -   |
| 2 | Russie               | 6   | 5 | 3 | 0 | 2 | 148 | 133 | 15   | +4  |
| 3 | Ukraine              | 6   | 5 | 3 | 0 | 2 | 124 | 127 | -3   | -4  |
| 4 | Espagne              | 4   | 5 | 2 | 0 | 3 | 138 | 138 | 0    | +2  |
| 5 | Slovénie             | 4   | 5 | 2 | 0 | 3 | 135 | 151 | -16  | -2  |
| 6 | Serbie-et-Monténégro | 5   | 0 | 0 | 0 | 5 | 131 | 170 | -39  | -   |

- 14 décembre

Serbie-et-Monténégro - Espagne : 29-32
Ukraine - Slovénie : 24-22
Russie - Norvège : 24-25
- 15 décembre

Russie - Ukraine : 28-24
Espagne - Slovénie : 30-28
Norvège - Serbie-et-Monténégro : 39-24
- 16 décembre

Ukraine - Serbie-et-Monténégro : 24-23
Russie - Espagne : 27-24
Norvège - Slovénie : 41-18

### Groupe II
|   | Équipe    | Pts | J | G | N | P | Bp  | Bc  | Diff | Dép |
| - | --------- | --- | - | - | - | - | --- | --- | ---- | --- |
| 1 | Danemark  | 8   | 5 | 4 | 0 | 1 | 122 | 114 | 8    | +1  |
| 2 | Hongrie   | 8   | 5 | 4 | 0 | 1 | 146 | 126 | 20   | -1  |
| 3 | Allemagne | 6   | 5 | 3 | 0 | 2 | 133 | 127 | 6    | +2  |
| 4 | Roumanie  | 6   | 5 | 3 | 0 | 2 | 137 | 134 | 3    | -2  |
| 5 | Autriche  | 2   | 5 | 1 | 0 | 4 | 138 | 149 | -11  | -   |
| 6 | France    | 0   | 5 | 0 | 0 | 5 | 124 | 150 | -26  | -   |

- 14 décembre

Roumanie - France : 31-25
Hongrie - Allemagne : 26-25
Danemark - Autriche : 25-22
- 15 décembre

Danemark - France : 22-20
Hongrie - Roumanie : 31-25
Allemagne - Autriche : 29-23
- 16 décembre

Danemark - Hongrie : 24-23
Autriche - Roumanie : 28-32
Allemagne - France : 29-27

## Phase finale
|  | Demi-finales               | Demi-finales               |                        |    | Finale                     | Finale                     |
|  | Demi-finales               | Demi-finales               |                        |    | Finale                     | Finale                     |
|  |                            |                            |                        |    |                            |                            |
|  | 18 décembre 2004, Budapest | 18 décembre 2004, Budapest |                        |    | 19 décembre 2004, Budapest | 19 décembre 2004, Budapest |
|  | 18 décembre 2004, Budapest | 18 décembre 2004, Budapest |                        |    | 19 décembre 2004, Budapest | 19 décembre 2004, Budapest |
|  | Hongrie                    | 29                         |                        |    | 19 décembre 2004, Budapest | 19 décembre 2004, Budapest |
|  | Hongrie                    | 29                         |                        |    | 19 décembre 2004, Budapest | 19 décembre 2004, Budapest |
|  | Norvège                    | 44                         |                        |    | 19 décembre 2004, Budapest | 19 décembre 2004, Budapest |
|  | Norvège                    | 44                         | Norvège                | 27 |                            |                            |
|  | 18 décembre 2004, Budapest |                            | Norvège                | 27 |                            |                            |
|  |                            | Danemark                   | 25                     |    |                            |                            |
|  | Danemark                   | Danemark                   | 25                     | 31 |                            |                            |
|  | Danemark                   |                            |                        | 31 |                            |                            |
|  | Russie                     | 27                         |                        |    |                            |                            |
|  | Russie                     | 27                         | Match pour la 3e place |    |                            |                            |
|  |                            |                            |                        |    |                            |                            |
|  | 19 décembre 2004, Budapest |                            |                        |    |                            |                            |
|  |                            |                            |                        |    |                            |                            |
|  | Russie                     | 25                         |                        |    |                            |                            |
|  | Russie                     | 25                         |                        |    |                            |                            |
|  | Hongrie                    | 29                         |                        |    |                            |                            |
|  | Hongrie                    | 29                         |                        |    |                            |                            |

### Demi-finale
| 18 décembre 2004 17h00 | Norvège           | 44 – 29                              | Hongrie              | Sportaréna, Budapest Arbitrage : Vladimir Rančić, Jan Beno |
| 18 décembre 2004 17h00 | Vigdis Hårsaker 9 | (21-16)                              | Bojana Radulovics 10 | Sportaréna, Budapest Arbitrage : Vladimir Rančić, Jan Beno |
| 18 décembre 2004 17h00 | ×3                | EHF Handzone Hand action n°44, p. 76 | ×3 ×8                | Sportaréna, Budapest Arbitrage : Vladimir Rančić, Jan Beno |

- Norvège : Kat. Lunde (tout le match, 17 arrêts dont 1/5 pen), Beck (0/2 pen) ; Snoffoegen, Nyberg (5/7), Aamodt(3/4), Gustad (1/1), Breivang (1/1), Kr. Lunde (6/8 dont 4/5 pen), Hammerseng (6/6), Johansen (2/3), Hilmo (6/9), Thorsen (0/3), Riegelhuth (5/7 dont 2/4 pen), Harsaker (9/10).
- Hongrie : Sirina (16 minutes, 3 arrêts), Palinger (44 minutes, 6 arrêts); Ferling (3/7), Bohus (1/1), Mehlmann (2/6), Nagy (1/2), Radulovics (10/15 dont 6/6 pen), Pigniczki, Görbicz (3/6 dont 1/2 pen), Sili (1/4), Toth (2/3), Lovasz (1/3), Kulcsar (1/2), Kindl (4/8)

| 18 décembre 2004 19h00 | Russie             | 27 – 31                              | Danemark           | Sportaréna, Budapest Arbitrage : Nenad Krstič, Peter Ljubič |
| 18 décembre 2004 19h00 | Postnova, Toureï 7 | (11-11)                              | Josephine Touray 7 | Sportaréna, Budapest Arbitrage : Nenad Krstič, Peter Ljubič |
| 18 décembre 2004 19h00 | ×3 ×5              | EHF Handzone Hand action n°44, p. 76 | ×3 ×7 ×1           | Sportaréna, Budapest Arbitrage : Nenad Krstič, Peter Ljubič |

- Russie : Alizar (38 minutes, 6 arrêts), Sidorova (22 minutes, 4 arrêts) ; Chipilova (0/1), Sergueïeva (2/3), Postnova (7/15 dont 0/1 pen), Bodnieva (4/5), Mouravieva (2/8), Ouskova (1/3), Toureï (7/8), Kurepta (1/3), Rvacheva (1/3), Dolgikh (1/1), Marennikova (0/3), Koroleva (1/2)
- Danemark : Moltensen (58 minutes, 15 arrêts), Nargaard (2 minutes, 1 arrêt) ; Skov (0/3), Mikkelsen (3/5), Petersen (3/6), Danielsen, Harfykke (5/9 dont 1/2 pen), Thamsen (1/2), Knudsen (2/4), Molgaard (0/1), Sjoberg (6/8 dont 2/3 pen), Brodsgaard (3/3), Tabiasen (1/1), Touray (7/8).

### Match pour la3eplace
| 19 décembre 2004 15h00 | Hongrie              | 29 – 25                     | Russie          | Sportaréna, Budapest Affluence : 10 000 Arbitrage : Hansen, Pettersen |
| 19 décembre 2004 15h00 | Bojana Radulovics 12 | (14 – 13)                   | Emilia Toureï 7 | Sportaréna, Budapest Affluence : 10 000 Arbitrage : Hansen, Pettersen |
| 19 décembre 2004 15h00 | ×4 ×7                | EHF Hand action n°44, p. 76 | ×3 ×6 ×1        | Sportaréna, Budapest Affluence : 10 000 Arbitrage : Hansen, Pettersen |

- Hongrie : Palinger (tout le match, 13 anêts dont 2/6 pen), Sirina (1/2 pen); Ferling (4/5), Bohus, Mehlmann (4/5), Nagy (2/5), Radulovics (12/17 dont 5/5 pen), Pigniczki, Görbicz (1/3), Siti, Toth (2/6), Kulcsar (2/3), Kindl (0/3), Balogh (2/2)
- Russie : Sidorova (31 minutes, 9 anêts), Alizar (29 minutes, 7 arrêts) ; Chipilava (2/2), Sergueïeva (2/3), Postnava (2/7 dont 1/2 pen), Bodnieva (313), Mouravieva (2/6 dont 1/1 pen), Ouskova (2/5), Toureï (7/11 dont 3/5), Rvacheva (1/3), Dolgikh (3/3), Marennikava, Koroleva (1/3), Parshina.

### Finale
| 19 décembre 2004 17h30 | Norvège          | 27 – 25                              | Danemark            | Sportaréna, Budapest Affluence : 10 000 Arbitrage : Nachevski, Nachevski |
| 19 décembre 2004 17h30 | Kristine Lunde 6 | (11-11)                              | Hørlykke, Thomsen 4 | Sportaréna, Budapest Affluence : 10 000 Arbitrage : Nachevski, Nachevski |
| 19 décembre 2004 17h30 | ×3 ×2            | EHF Handzone Hand action n°44, p. 76 | ×3 ×4               | Sportaréna, Budapest Affluence : 10 000 Arbitrage : Nachevski, Nachevski |

- Norvège : Beck (tout le match, 14 arrêts), Ka. Lunde; Snorroegen, Nyberg (4/11), Aamodt (0/3), Gustod, Breivang (2/4), Kr. Lunde (6/8 dont 5/5 pen), Hammerseng (4/8 dont 1/2 pen), Johonsen, Hilmo (1/1), Thorsen (1/1), Riegelhuth (5/8 dont 2/2 pen), Harsaker (4/6).
- Danemark : Mortensen (tout le match, 15 arrêts), Norgaard (0/1 pen); Skov (1/3), Mikkelsen (2/4), Petersen (2/2), Danielsen, Hørlykke (4/8), Thomsen (4/5), Knudsen (3/5), Molgaard (2/2), Sjoberg (3/8 dont 1/1 pen), Brodsgaard (3/5), Tobiasen (0/1), Touray (1/3)

### Match pour la7eplace
| 18 décembre 2004 14h30 | Espagne         | 28 – 37                     | Roumanie          | Sportaréna, Budapest Affluence : 2 500 Arbitrage : Ehrmann, Künzig |
| 18 décembre 2004 14h30 | Isabel Ortuño 7 | (17 – 16)                   | Elena Avadanii 11 | Sportaréna, Budapest Affluence : 2 500 Arbitrage : Ehrmann, Künzig |
| 18 décembre 2004 14h30 | ×3              | EHF Hand action n°44, p. 76 | ×2 ×3             | Sportaréna, Budapest Affluence : 2 500 Arbitrage : Ehrmann, Künzig |

- Espagne : Lopez (1 arrêt), Elegaja (7 arrêts) ; Pareja (3/5), Francisca, Lopez, Morales, Mangué (4/9), Aguilar (2/4), Guerola, Alonso (2/7 dont 2/3 pen), Ortuño (7/14), Fernandez (4/5), Cuadrado (2/5), Oncina (4/4)
- Roumanie : Radulescu (14 arrêts) ; Maier (2/2), Gilca (1/2), Lungu (8/9), Gatzel (1/1), Olariu, Ani-Senocico (0/2), Bradeanu (5/8), Simule (1/2), Manea (4/4), Ardean-Elisei (4/5 dont 2/3 pen), Avadanii (11/14 dont 3/5 pen)

### Match pour la5eplace
| 19 décembre 2004 12h30 | Ukraine            | 24 – 25 (ap)                | Allemagne     | Sportaréna, Budapest Affluence : 3 000 Arbitrage : Kékes, Kékes |
| 19 décembre 2004 12h30 | Nataliya Lyapina 7 | (8-8, 22-22)                | Grit Jurack 9 | Sportaréna, Budapest Affluence : 3 000 Arbitrage : Kékes, Kékes |
| 19 décembre 2004 12h30 | Prol. : 2-3        |                             |               | Sportaréna, Budapest Affluence : 3 000 Arbitrage : Kékes, Kékes |
| 19 décembre 2004 12h30 | ×3 ×6              | EHF Hand action n°44, p. 76 | ×3            | Sportaréna, Budapest Affluence : 3 000 Arbitrage : Kékes, Kékes |

- Ukraine : Zaspa (tout le match, 16 arrêts) ; Reznir (1/10 dont 1/3 pen), Chynkarenko (6/10), Sioukalo (1/5), Radchenko (2/4), Shuts'Ka (3/3), Chevtchenko (1/2), Moukhina, Lyapina (7/12 dont 3/7 pen), Borodina (2/8), Sokoi (0/1), Valyouchek (0/1), Bokiaschoukh.
- Allemagne : Graefer (tout la match, 16 arrêts dont 3/6 pen), Woltering (0/1 pen) ; Hardter (2/3), Jurack (9/17 dont 515 pen), Harke (1/2), Erfmann (0/2), Baumbach (4/9 dont 0/1 pen), Henze (3/4), Pletzsch (2/3), Blacha, Danilovic (0/5 dont 0/1 pen), Schmidt (0/2 dont 0/1 pen), Melbeck (3/7), Althaus (1/1)

## Classement final
| Rang                       | Équipe               | J | G | N | P | Bp  | Bc  | Diff |  |
| -------------------------- | -------------------- | - | - | - | - | --- | --- | ---- |  |
| Médaille d'or, Europe      | Norvège              | 8 | 8 | 0 | 0 | 259 | 191 | +68  |  |
| Médaille d'argent, Europe  | Danemark             | 8 | 6 | 0 | 2 | 202 | 189 | +13  |  |
| Médaille de bronze, Europe | Hongrie              | 8 | 6 | 0 | 2 | 236 | 217 | +19  |  |
| 4                          | Russie               | 8 | 4 | 0 | 4 | 226 | 215 | +11  |  |
|                            |                      |   |   |   |   |     |     |      |  |
| 5                          | Allemagne            | 7 | 5 | 0 | 2 | 183 | 173 | +10  |  |
| 6                          | Ukraine              | 7 | 4 | 0 | 3 | 173 | 172 | +1   |  |
| 7                          | Roumanie             | 7 | 5 | 0 | 2 | 206 | 187 | +19  |  |
| 8                          | Espagne              | 7 | 3 | 0 | 4 | 185 | 193 | –8   |  |
| 9                          | Autriche             | 6 | 2 | 0 | 4 | 164 | 170 | –6   |  |
| 10                         | Slovénie             | 6 | 2 | 0 | 4 | 164 | 181 | –17  |  |
| 11                         | France               | 6 | 1 | 0 | 5 | 149 | 174 | –25  |  |
| 12                         | Serbie-et-Monténégro | 6 | 1 | 0 | 5 | 165 | 200 | –35  |  |
|                            |                      |   |   |   |   |     |     |      |  |
| 13                         | Croatie              | 3 | 1 | 0 | 2 | 82  | 89  | –7   |  |
| 14                         | Suède                | 3 | 0 | 0 | 3 | 68  | 81  | –13  |  |
| 15                         | Tchéquie             | 3 | 0 | 0 | 3 | 60  | 74  | –14  |  |
| 16                         | Biélorussie          | 3 | 0 | 0 | 3 | 67  | 83  | –16  |  |

## Statistiques et récompenses

### Équipe-type
L'équipe-type de l'Euro 2004 est, :
- Meilleure joueuse (MVP) : Gro Hammerseng,  Norvège
- Meilleure gardienne de but : Karin Mortensen,  Danemark
- Meilleure ailière gauche : Olena Radchenko,  Ukraine
- Meilleure arrière gauche : Tanja Logvin,  Autriche
- Meilleure demi-centre : Gro Hammerseng,  Norvège
- Meilleure pivot : Lioudmila Bodnieva,  Russie
- Meilleure arrière droite : Grit Jurack,  Allemagne
- Meilleure ailière droite : Josephine Touray,  Danemark

### Statistiques
Les statistiques détaillées sont :
| Rang | Joueuse                 | Équipe    | Buts |
| ---- | ----------------------- | --------- | ---- |
| 1    | Bojana Radulovics       | Hongrie   | 72   |
| 2    | Tanja Logvin            | Autriche  | 63   |
| 3    | Elena Avadanii          | Roumanie  | 46   |
| 4    | Grit Jurack             | Allemagne | 43   |
| 5    | Lioudmila Bodnieva      | Russie    | 42   |
| -    | Olena Reznir            | Ukraine   | 42   |
| 7    | Lioudmila Postnova      | Russie    | 41   |
| 8    | Gro Hammerseng          | Norvège   | 38   |
| 9    | Mette Sjøberg           | Danemark  | 37   |
| 10   | Linn-Kristin Riegelhuth | Norvège   | 35   |
| -    | Leila Lejeune           | France    | 35   |

| Rang | Joueuse            | Équipe               | Buts |
| ---- | ------------------ | -------------------- | ---- |
| 1    | Tanja Logvin       | Autriche             | 10,5 |
| 2    | Bojana Radulovics  | Hongrie              | 9,0  |
| 3    | Leila Lejeune      | France               | 7,0  |
| 4    | Elena Avadanii     | Roumanie             | 6,6  |
| 5    | Grit Jurack        | Allemagne            | 6,1  |
| 6    | Olena Reznir       | Ukraine              | 6,0  |
| -    | Nataliya Lyapina   | Ukraine              | 6,0  |
| 8    | Lioudmila Bodnieva | Russie               | 5,3  |
| -    | Sophie Herbrecht   | France               | 5,3  |
| 10   | Tanja Milanović    | Serbie-et-Monténégro | 5,2  |

| Rang | Joueuse            | Équipe   | Buts   |
| ---- | ------------------ | -------- | ------ |
| 1    | Lioudmila Bodnieva | Russie   | 85,7 % |
| 2    | Anita Kulcsár      | Hongrie  | 85,3 % |
| 3    | Tanja Dajčman      | Slovénie | 78,9 % |
| 4    | Nataliya Lyapina   | Ukraine  | 76,9 % |
| 5    | Elena Avadanii     | Roumanie | 74,2 % |

| Rang | Joueuse                 | Équipe    | Passes |
| ---- | ----------------------- | --------- | ------ |
| 1    | Katja Nyberg            | Norvège   | 39     |
| 2    | Rikke Hørlykke          | Danemark  | 37     |
| 3    | Tetyana Chynkarenko     | Ukraine   | 30     |
| 4    | Bernadett Ferling       | Hongrie   | 29     |
| 5    | Nadejda Mouravieva      | Russie    | 28     |
| -    | Gabriela Rotiș          | Autriche  | 28     |
| 7    | Grit Jurack             | Allemagne | 26     |
| 8    | Bojana Radulovics       | Hongrie   | 25     |
| 9    | Gro Hammerseng          | Norvège   | 24     |
| 10   | Stefanie Ofenbock       | Autriche  | 23     |
| -    | Hanna Siukalo           | Ukraine   | 23     |
| -    | Karoline Dyhre Breivang | Norvège   | 23     |
| -    | Elisabeth Hilmo         | Norvège   | 23     |

| Rang | Joueuse             | Équipe   | Passes |
| ---- | ------------------- | -------- | ------ |
| 1    | Katja Nyberg        | Norvège  | 4,9    |
| 2    | Gabriela Rotiș      | Autriche | 4,7    |
| 3    | Rikke Hørlykke      | Danemark | 4,6    |
| 4    | Hanna Bourmystrova  | Ukraine  | 4,4    |
| 5    | Tetyana Chynkarenko | Ukraine  | 4,3    |

| Rang | Joueuse                   | Équipe    | Arrêts |
| ---- | ------------------------- | --------- | ------ |
| 1    | Karin Mortensen           | Danemark  | 87     |
| 2    | Natalia Rusnachenko       | Autriche  | 81     |
| 3    | Stella Joseph-Mathieu     | France    | 68     |
| 4    | Sergja Stefanisin         | Slovénie  | 64     |
| 5    | Luminița Dinu             | Roumanie  | 59     |
| 6    | Kjersti Beck              | Norvège   | 58     |
| 7    | Laryssa Zaspa             | Ukraine   | 56     |
| 8    | Katrine Lunde             | Norvège   | 54     |
| 9    | Alexandra Gräfer          | Allemagne | 52     |
| 10   | Madeleine Grundstrøm (en) | Suède     | 51     |

| Rang | Joueuse                   | Équipe   | Arrêts |
| ---- | ------------------------- | -------- | ------ |
| 1    | Madeleine Grundstrøm (en) | Suède    | 17,0   |
| 2    | Natalia Rusnachenko       | Autriche | 13,5   |
| 3    | Sergja Stefanisin         | Slovénie | 12,8   |
| 4    | Karin Mortensen           | Danemark | 12,4   |
| 5    | Stella Joseph-Mathieu     | France   | 11,3   |

| Rang | Joueuse                   | Équipe   | Arrêts |
| ---- | ------------------------- | -------- | ------ |
| 1    | Terese Pedersen           | Norvège  | 43,5 % |
| 2    | Karin Mortensen           | Danemark | 41,4 % |
| 3    | Nataliya Boryssenko       | Ukraine  | 41 %   |
| 4    | Katrine Lunde             | Norvège  | 39,1 % |
| 5    | Madeleine Grundstrøm (en) | Suède    | 38,6 % |

## Effectifs des équipes sur le podium

### Championne d'Europe:Norvège
L'effectif de la Norvège au championnat d'Europe 2004 est :
- Terese Pedersen
- Gøril Snorroeggen
- Katja Nyberg
- Ragnhild Aamodt
- Else-Marthe Sørlie-Lybekk
- Randi Gustad
- Karoline Dyhre Breivang
- Kristine Lunde
- Gro Hammerseng
- Kari Mette Johansen
- Kjersti Beck
- Elisabeth Hilmo
- Camilla Thorsen
- Katrine Lunde
- Linn-Kristin Riegelhuth
- Vigdis Hårsaker
- Isabel Blanco

Sélectionneur : Marit Breivik

### Vice-championne d'Europe:Danemark
L'effectif du Danemark au championnat d'Europe 2004 est :
- Louise Bager Nørgaard
- Rikke Skov
- Henriette Rønde Mikkelsen
- Anne Petersen
- Laura Danielsen
- Rikke Nielsen
- Rikke Hørlykke Jørgensen
- Camilla Thomsen
- Karin Mortensen
- Lise Knudsen
- Winnie Mølgaard
- Mette Sjøberg
- Rikke Schmidt
- Karen Brødsgaard
- Lene Tobiasen
- Josephine Touray

Sélectionneur : Jan Pytlick

### Troisième place:Hongrie
L'effectif de la Hongrie au championnat d'Europe 2004 est :
- Irina Sirina
- Bernadett Ferling
- Beata Bohus
- Ibolya Mehlmann
- Ivett Nagy
- Bojana Radulovics
- Krisztina Pigniczki
- Anita Görbicz
- Eszter Siti
- Katalin Pálinger
- Tímea Tóth
- Zsuszanna Lovasz
- Anita Kulcsár
- Gabriella Kindl
- Gabriella Szűcs
- Beatrix Balogh

Sélectionneur : Szilárd Kiss